# 아메리카 혁명인민동맹
아메리카 혁명인민동맹(스페인어: Alianza Popular Revolucionaria Americana, 약어 APRA)는 1924년 5월 7일에 빅토르 라울 아야 데 라 토레가 망명한 멕시코시티에서 설립한 페루의 제3의 길 정당이다. 이 정당은 사회주의 인터내셔널에 가맹되어 있다.

## 개요
창당 초기에는 지금과는 달리, 민주사회주의와 사회민주주의를 내걸었으며, 때마침 일어나고 있었던 《인디에 니스모 운동》에 대한 접근을 시도하였다. 그러나 당은 페루의 정치 속에서 점차 큰 세력이 군, 경찰과 충돌 속에서 당의 탄압을 한 대통령인 산체스 세로의 암살 등을 실행하여, 점차 페루 과두지배층과 결합하였고, 1960년대에 들어서는 페루의 부패한 민주주의의 일익을 담당한 존재가 되었다.
1968년 성립된 후안 벨라스코 알 발라드 장군이 이끄는 페루의 군사 혁명 정권과 대립하여 군정과 기구 계열의 노동조합은 서로 충돌을 반복했지만, 벨라스코 장군이 자신의 건강 상의 이유로 실각했고, 페루 혁명이 불완전성과 그대로 임종 후 군사정권이 1980년 선거에서 민정으로 이관하자 1985년 당수인 알란 가르시아가 대통령이 되었고, 당은 창당 이래 61년 만에 처음으로 페루 정권을 잡게 되었다.
이후 2006년 선거에서 다시 알란 가르시아 대통령이 선출되었다.

## APRA의 대통령 후보
- 1931년 - 빅토르 라울 아야 데 라 토레
- 1962년 - 빅토르 라울 아야 데 라 토레
- 1963년 - 빅토르 라울 아야 데 라 토레
- 1980년 - 아르만도 비야누에바 (노트: Andrés Townsend, also a prominent member of the Party, participated on this elections under the Hayist Bases Movement)
- 1985년 - 알란 가르시아
- 1990년 - 루이스 알바 카스트로
- 1995년 - 메르세데스 카바닐라스 버스타만테
- 2000년 - 아벨 살리나스
- 2006년 - 알란 가르시아

## APRA의 대통령 당선자
- 1985년 - 알란 가르시아
- 2006년 - 알란 가르시아